# Comité d'organisation de l'industrie cinématographique
Le Comité d'organisation de l'industrie cinématographique (COIC), est un comité d'organisation, prévu par la loi du 16 août 1940 du régime de Vichy et créé par un décret du 2 décembre 1940, aux fins de normaliser la production cinématographique et de la contrôler. Il est placé sous l'autorité du ministère de l'Information. Son domaine de compétence est défini par un texte du 26 octobre 1940 et quelques décrets d'application.

## Origine
La nécessité de créer un organisme professionnel permettant de réunir les professionnels du cinéma et de définir le cadre de leurs activités est apparue pour la première fois en 1936. Guy de Carmoy est l'auteur lors de la période du Front populaire d'un rapport présenté à Jean Zay sur les causes de la crise du cinéma français, publié pour le Conseil national économique. Il y prévoit « une organisation corporative unique, obligatoire et dotée de pouvoir régalien ».
Paradoxalement, ce rapport sera à l'origine de la réorganisation du cinéma effectuée par le gouvernement de Vichy. Le cinéma devient une industrie et la loi porte sur la création du  Comité d'organisation de l'industrie cinématographique (COIC). 

## Politique
Selon l'historienne Caroline Chaineaud, cet organisme de répression et d'aide à « l'assainissement professionnel » dépendait à la fois des autorités d'Occupation et du gouvernement de Vichy.
Le COIC fait passer un certain nombre de décisions : l'instauration de la carte professionnelle, l'interdiction du double programme, qui favorise la production du court-métrage. Le rôle de ces comités est loin de se contenter de rôles techniques ou organisationnels. Ils appliquent avec rigueur les consignes allemandes relayées par le Gouvernement de Vichy. En particulier, ils mettent en œuvre le décret du 6 juin 1942 qui réglemente,  en ce qui concerne les juifs, les professions d’artiste dramatique, cinématographique ou lyrique. Ce décret précise que « les juifs ne peuvent tenir un emploi artistique dans des représentations théâtrales, dans des films cinématographiques ou dans des spectacles quelconques, ou donner des concerts vocaux ou instrumentaux ou y participer… ». Quelques professionnels d'origine juive et restés en France, comme Henri Calef ou encore Claude Heymann, continuent discrètement à travailler avec l'aide d'autres membres de la profession.
En septembre 1943, Robert Buron présente toutefois avec Marty les grandes lignes d'une future Corporation du Cinéma promue par le régime de Vichy : c'est l'organisation corporatiste prévue par la volonté du maréchal Pétain pour servir de point d'appui dans le monde du cinéma à la révolution nationale.
Le COIC a été accusé à la Libération d'avoir voulu « assainir » la profession afin de garantir la reprise de la production qui a lieu en avril 1941 : les professionnels ont dû justifier de leur non-appartenance à la « race juive », et fournir un extrait de casier judiciaire. Pour autant, l'absence de preuves de culpabilité ainsi que la difficulté de cerner le rôle prévis de ses différents collaborateurs et leur implication dans la collaboration favorisera les relaxes obtenues par les membres du COIC, après la Libération. Ce comité a également eu un impact important pour la production cinématographique française. Sans son action, cette production aurait sombré davantage, et serait tombée sous la coupe allemande. Elle n'aurait pas pu connaître l'épanouissement qu'allait engendrer la liberté de l'après-guerre.
220 longs-métrages ont été réalisés pendant l'Occupation. On ne retrouve pas dans ces films les thèmes de propagande nazis qu'ont véhiculé d'autres médias (comme la presse de l'Occupation ou Radio-Paris, une radio utilisée à l'époque par les services de l'occupant). Le COIC a permis aussi à la profession cinématographique de s'exprimer face au régime de Vichy et face à l'occupant,. L'essentiel des longs-métrages de cette période ont été réalisés par les mêmes metteurs en scène qu'à la veille de la Seconde Guerre mondiale, avec quelques nouveaux venus qui marqueront les décennies suivantes, comme Jacques Becker, Robert Bresson, Henri-Georges Clouzot, Claude Autant-Lara ou Henri Calef.

## Membres
Guy de Carmoy devient commissaire du gouvernement auprès de Jean-Louis Tixier-Vignancour du COIC. Le 15 septembre 1940, il demande à Raoul Ploquin d'en être le directeur. Ce dernier sera renvoyé par Pierre Laval en mai 1942, et reviendra à la production. Robert Buron devient à partir de 1941, secrétaire général du COIC. Le secrétaire-adjoint est Roger Ribadeau-Dumas.
Léo Joannon, président de la Famille Professionnelle des Spectacles, organe de contrôle et de développement de l'industrie du spectacle, dirige l'un des départements de la COIC, tandis que Pierre Fresnay prend la direction de la première sous-commission.
Louis-Émile Galey prend la succession de Guy de Carmoy en tant que commissaire du gouvernement du Comité d'organisation de l'industrie cinématographique (COIC) en septembre 1941, après une période d'intérim tenue tour à tour par Raoul Ploquin et François Gaucher. Un décret du 25 mars 1942 supprima l'emploi de directeur dont les attributions sont transférées à un comité de direction de 3 à 5 membres dont les premiers seront Roger Richebé, Albert Trarieux et Marcel Achard. Robert Buron devient officiellement secrétaire général. Alexis Thomas est en 1942 le délégué général du comité en zone non-occupée. 
Louis-Émile Galey favorisait la réalisation de films de qualité et mettait en avant les valeurs de la Révolution nationale tout en s'opposant tant qu'il en avait les moyens, aux autorités d'Occupation, afin de préserver les droits des professionnels français. Il créa en 1942 le « Grand Prix du Film d'Art Français », précurseur des prix qui seraient octroyés annuellement après la guerre lors du Festival de Cannes.
Bien que demeurant fidèle au maréchal Pétain, Galey se rendit compte au fil des années du nombre de personnes dans son entourage qui avaient rejoint la Résistance, comme Robert Buron et Roger Ribadeau-Dumas, le premier étant secrétaire général et le deuxième, secrétaire général adjoint du Comité d'organisation de l'industrie cinématographique, fondé par l'administration pétainiste.

## Libération
À la Libération de Paris, dès le 19 août 1944, les locaux du COIC sont très vite occupés par les milices patriotiques menés par Jean Paul Le Chanois. Ils constatent que les locaux sont déjà occupés par Robert Buron et Philippe Acoulon, son adjoint, qui sont à la fois à la direction du COIC, et membres du Comité de résistance de l'industrie cinématographique (CRIC). Il y a confrontation et tensions entre la résistance communiste et la résistance « gaulliste » du CRIC, représentés par des fonctionnaires issus du COIC. Le groupe du CRIC se voit chassé des locaux, une arrestation étant même envisagée. Les locaux deviennent aussitôt celui du Comité de Libération du cinéma français (CLCF). Robert Buron reste cependant secrétaire général du COIC et expédie les affaires courantes, pendant le fonctionnement, au début de l'insurrection, d'une commission de liquidation du COIC sous la présidence de Louis Daquin. Par arrêté du 18 octobre 1944, Philippe Acoulon prend sa suite comme commissaire provisoire.
Le 28 août 1945, le COIC est remplacé d’abord par un Office professionnel du cinéma (OPC). Enfin, le Centre national de la cinématographie est créé le 25 octobre 1946 d’une concertation entre les pouvoirs publics et les professionnels du cinéma.